# Laurent Baldet
Pour les articles homonymes, voir Baldet.
Laurent Baldet, né le 30 octobre 1964 à Meynes, est un raseteur français, vainqueur de la Cocarde d'or en 1995. Il est originaire de Fontvieille. Le jubilé Baldet porte d'ailleurs son nom.

## Biographie
Il commence à raseter dans les fêtes de village et avec la manade Labourayre, sans passer par une école taurine.
En 1984, à Mouriès, il se fait placarder contre les planches des arènes par le taureau Ventadour. Il était troisième dans le classement des raseteurs et tourneurs pour l'année 1999.
Il est ensuite éducateur sportif à la FFCC avec Gérard Barbeyrac et responsable de l'école taurine de Beaucaire.

## Palmarès
- Cocarde d'or (Arles) : 1995[4]
- Raisin d'or (Jonquières-Saint-Vincent) : 1995 [5]
- Trophée des Meloniers (Saint-Martin-de-Crau) : 1996, 1998 [6]
- Trophée de la Mer (Le Grau-du-Roi) : 1998 [7]

## Filmographie
- Génération de raseteurs, de Jean Roumajon[8]